# 圣西尔韦斯特卡佩勒
圣西尔韦斯特-卡佩勒（法語：Saint-Sylvestre-Cappel，法語發音：[sɛ̃ silvɛstʁ kapɛl]）是法国上法兰西大区北部省的一个市镇，位于该省西北部，属于敦刻尔克区。

## 地理
圣西尔韦斯特-卡佩勒（50°46'37"N, 2°33'15"E）面积8.14 平方千米，位于法国上法蘭西大區北部省，该省份为法国最北部的省份及最长的省份，西北濒北海，西接加来海峡省，南至埃纳省和索姆省，东与比利时接壤。
与圣西尔韦斯特-卡佩勒接壤的市镇（或旧市镇、城区）包括：泰尔德盖姆、卡斯特尔、埃克、翁德盖姆、圣玛丽卡佩勒。
圣西尔韦斯特-卡佩勒的时区为UTC+01:00、UTC+02:00（夏令时）。

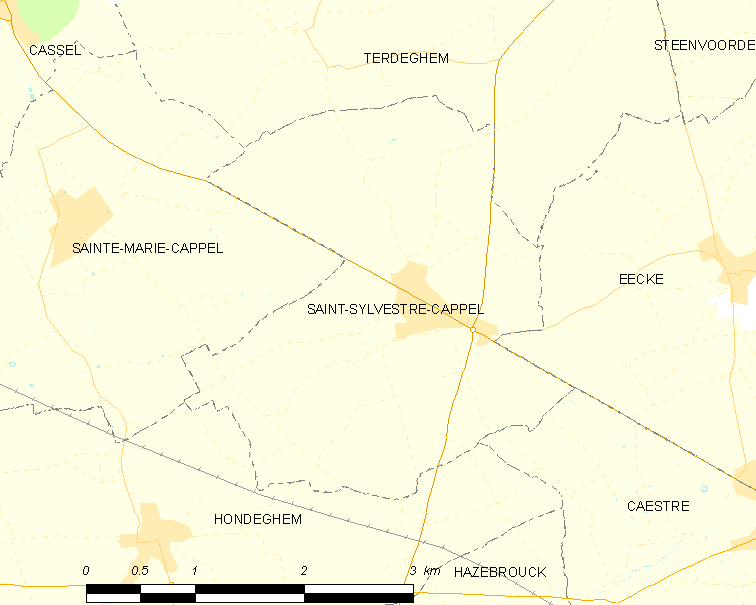
圣西尔韦斯特-卡佩勒的OSM定位图

## 行政
圣西尔韦斯特-卡佩勒的邮政编码为59114，INSEE市镇编码为59546。

## 政治
圣西尔韦斯特-卡佩勒所属的省级选区为巴约勒县。

## 人口

1962-2008年间圣西尔韦斯特-卡佩勒人口变化图示

圣西尔韦斯特-卡佩勒于2022年1月1日时的人口数量为1151人。